# Smoothstone River
Smoothstone River är ett vattendrag i Kanada.   Det ligger i provinsen Saskatchewan, i den centrala delen av landet, 2 400 km väster om huvudstaden Ottawa.
I omgivningarna runt Smoothstone River växer i huvudsak barrskog. Trakten runt Smoothstone River är nära nog obefolkad, med mindre än två invånare per kvadratkilometer.